# Devis Cagnardi
Devis Cagnardi (Pisogne, 17 febbraio 1976) è un allenatore di pallacanestro italiano.

## Carriera

### Reggio Emilia
Dal 2006 al 2010 allena le giovanili di Reggio Emilia. Nel 2010 è promosso assistant coach della prima squadra del club emiliano. Nel maggio 2018, con l'addio di Max Menetti, gli viene conferito il ruolo di head coach. Esperienza poco fortunata, che si chiude con l'esonero a stagione in corso.

### Fortitudo Agrigento
Nel giugno del 2019 assume la guida della Fortitudo Agrigento, militante in Serie A2. Chiude la stagione al secondo posto dietro Torino. 

### Treviglio
Nell'estate 2020 diviene il nuovo head coach della Blu Basket Treviglio in Serie A2.

### Fortitudo Agrigento
Nel giugno del 2022 assume nuovamente la guida della Fortitudo Agrigento, neopromossa in Serie A2. Raggiunge la salvezza con quattro giornate di anticipo.

### Pallacanestro Cantù
Il 22 giugno 2023 viene annunciato come nuovo vice-allenatore della Pallacanestro Cantù. Il 25 settembre, a cinque giorni dall’inizio del campionato di Serie A2, subentra all'esonerato Romeo Sacchetti nel ruolo di capo-allenatore.
Il 19 giugno 2024, a seguito della sconfitta in finale play off e di conseguenza della mancata promozione della sua squadra, viene sollevato dall’incarico.

### Fortitudo Bologna
Il 29 giugno 2024 viene annunciato come nuovo coach della Fortitudo Bologna.
Tuttavia visti gli scarsi risultati in campionato, il 17 novembre, viene esonerato dalla Fortitudo Bologna.

### Fortitudo Agrigento
L'11 giugno 2025 viene annunciato come nuovo capo allenatore e torna a guidare per la terza volta la Fortitudo Agrigento, militante in Serie B.

## Palmares
- Supercoppa LNP: 1

Fortitudo Bologna: 2024